# Буй, Тони
Тони Буй (англ. Tony Bui, род. 14 сентября 1973) — американский кинорежиссёр

 вьетнамского происхождения, наиболее известный фильмом «Три сезона», который получил премию «Спутник», а также стал первым фильмом, получившим приз зрительских симпатий и Гран-при на кинофестивале «Сандэнс».

## Биография
Тони Буй родился во Вьетнаме, но в возрасте двух лет со своей семьей в качестве беженца в последние дни вьетнамской войны в 1975 году уехал в США. Вырос в Саннивейле, штат Калифорния. Его отец работал магазине видеофильмов, что привило сыну интерес к кино. Тони изучал кинематограф в университете Лойола Мэримаунт в Лос-Анджелесе.
Буй несколько раз посещал Вьетнам, после чего снял свой первый фильм, короткометражку «Жёлтый лотос», имевший успех на нескольких кинофестивалях.
Тони Буй — брат Тимоти Линь Буя, режиссера и продюсера, они вместе работали над несколькими фильмами. Кроме этого, Тони — племянник вьетнамского актера Дон Зыонга.

## Фильмография
| Год  |     | Русское название | Оригинальное название | Примечание                    |
| ---- | --- | ---------------- | --------------------- | ----------------------------- |
| 1995 | кор | Жёлтый лотос     | Yellow Lotus          | режиссёр, продюсер, сценарист |
| 1999 | ф   | Три сезона       | Three Seasons         | режиссёр, продюсер, сценарист |
| 2001 | ф   | Зелёный дракон   | Green Dragon          | продюсер, сценарист           |
| 2005 | ф   |                  | My Name Is…           | продюсер                      |
| 2008 | ф   |                  | Dewmocracy            | сценарист                     |
| 2015 | ф   | Отбросы          | The Throwaways        | режиссёр                      |
| 2019 | ф   |                  | Lucy Comes Home       | сценарист                     |

## Награды
- Фильм «Зелёный дракон» получил приз кинофестиваля в Остине и премию «Хуманитас».
- Фильм «Три сезона» получил премию «Спутник», две премии на кинофестивале «Сандэнс» и одну на кинофестивале в Портленде.